# 林迦
林迦（1888年4月20日—1972年12月28日），清末出生的臺灣人，企業家。

## 生平
畢業於臺灣日治時期高雄第一公學校後在書房學習漢文，29歲和弟弟經營茂源布行及貿易行，隨後擔任高砂信用組合理事、改組經營困難的有限責任中洲漁業者購買生產組合，戰後出任高雄市首屆鹽埕區長，因其子擔任高雄市議員、國民大會代表林瓊瑤創辦高雄三信和三信家商而家喻戶曉。林迦與駱榮金、黃慶雲、胡知頭、蔡媽基並稱塩埕五虎。

## 歷史年表
- 1888年，出生
- 1917年，與其弟經營茂源布行及貿易行
- 1922年，擔任高砂信用組合理事
- 1927年，接手有限責任中洲漁業者購買生產組合擔任理事，並改組為興業信用組合
- 1929年，創辦施療慈愛醫院
- 1935年，經營房地產開設林迦物產株式會社
- 1946年，戰後擔任高雄市首屆鹽埕區長
- 1956年，捐地3000坪建高雄市私立三信高級家事商業職業學校

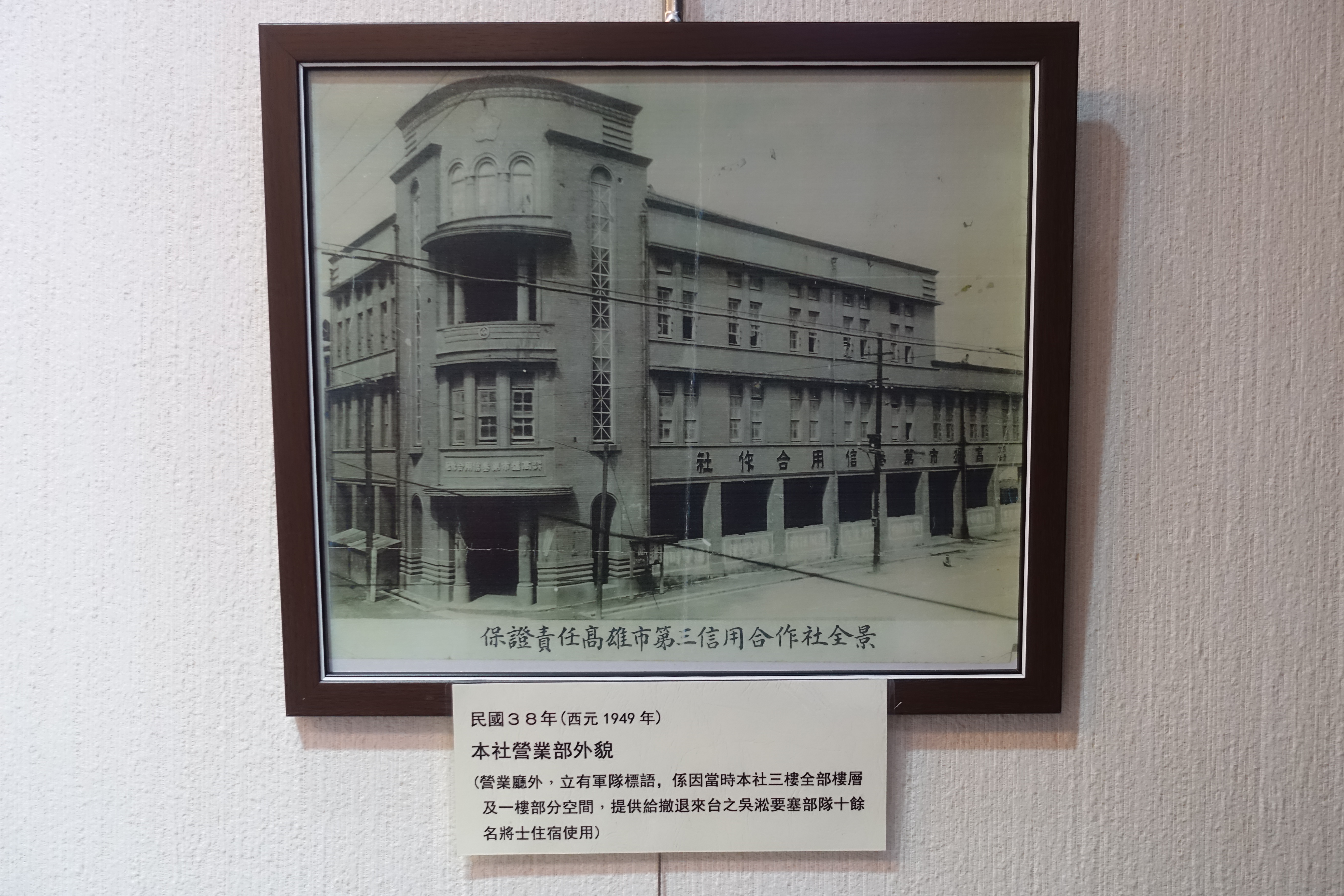
蔡欲修設計的興業信用組合事務所
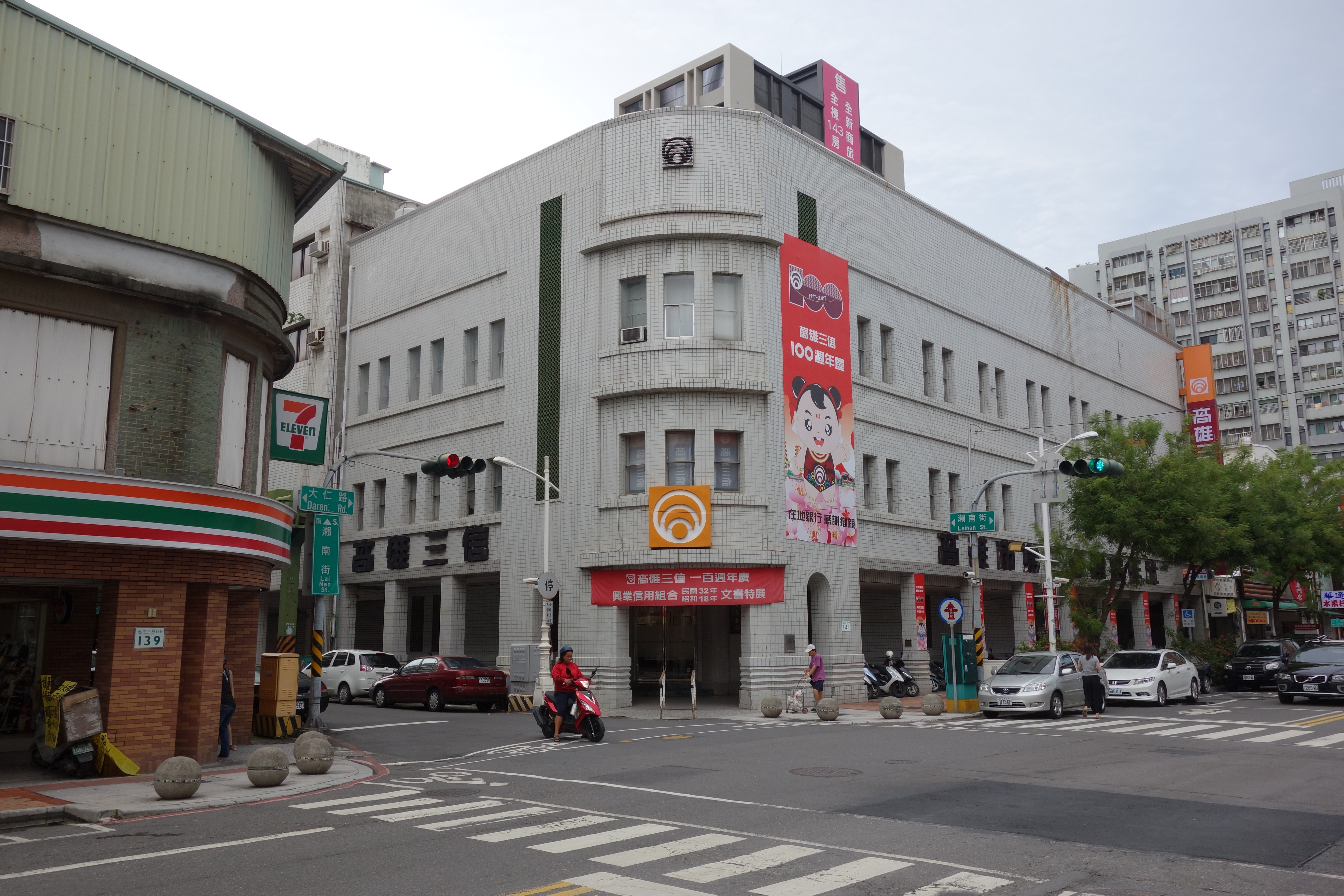
興業信用組合事務所現貌
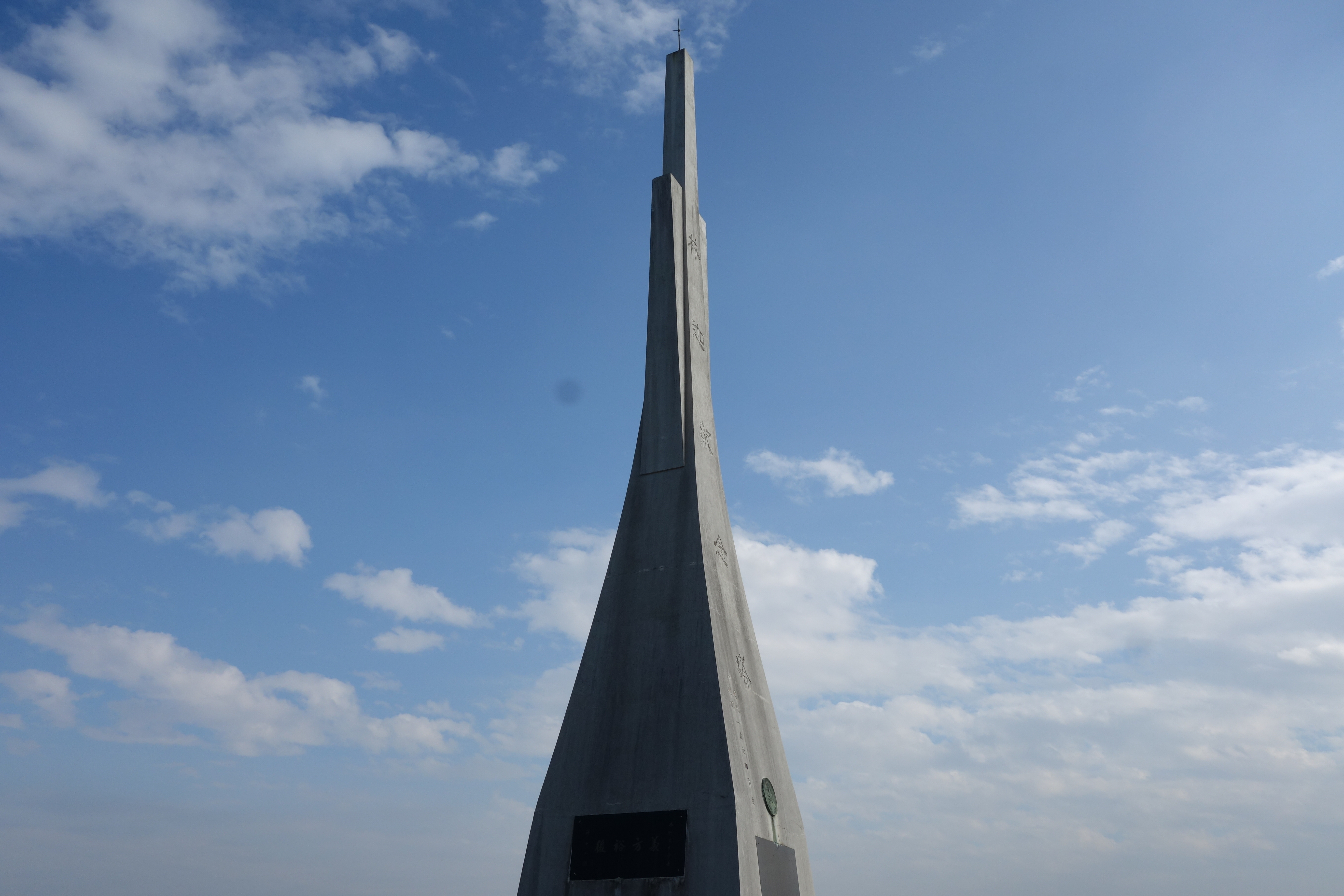
陳仁和設計的林迦紀念塔

## 引用資料
1. ↑  吳碧琴. . Xuite日誌. 2013年9月5日  [2015年10月21日]. （原始内容存档于2020年5月14日） （中文（繁體））. 林迦  出生:1888/04/20
2. ↑  . 三信家商.   [2015年10月21日] （中文（繁體））. 12/28林校長封翁、三信社奠基者─林迦先生於下午4時逝世。[永久]
3. ↑  右中探史隊. . 2003  [2015年10月21日]. （原始内容存档于2016年3月4日） （中文（繁體））. 光緒三十一年(民前6年)廟董林界(即鹽埕區長林迦之父)及蔣吉、洪羅、蔡昧、陳藝、胡知頭、黃亮、陳再興、蔡媽基等再提議重建。
4. ↑  作者. . 慈雲寺.   [2015年10月21日]. （原始内容存档于2016年3月4日） （中文（繁體））. 本寺初名 「 慈雲院 」， 始由高雄市望族 林迦 先生之女弟孝淨上人（林阿娘）所肇創。
5. ↑  林曙光. . 高雄市: 春暉出版社. 1993年2月.